# Маріуш Щигел
Маріуш Адам Щигел (пол. Mariusz Adam Szczygieł, 5 вересня 1966, Злотория) — польський журналіст і письменник.

## Біографія
Закінчив журналістику й політологію у Варшавському університеті. У віці 16 років став репортером тижневика «Na przełaj». Від 1990-го року працює в «Газеті Виборчій», де з 2004 року — редактор репортерського додатку «Duży Format» («Великий формат»). Був ведучим ток-шоу «Na każdy temat» («На кожну тему») на каналі TV POLSAT. Співзасновник Інституту репортажу та книгарні репортерів «Кипіння світу».

## Особисте життя
Маріуш Щигел відвертий атеїст. У своїй книзі 2022 року «Fakty muszą zatańczyć» (Факти повинні танцювати) він розповів про те що є геєм.

## Український переклад
- «Неділя, що відбулася у середу» (Київ: Темпора, 2013; переклав Андрій Бондар)
- «Зроби собі рай» (Київ: Темпора, 2011; переклав Андрій Бондар)
- «Ґоттленд» (Київ: «Грані-Т», 2010; переклала Богдана Матіяш)
- Маріуш Щиґел «Свідоцтво любові» [Архівовано 5 лютого 2009 у Wayback Machine.], розділ із книги «Ґоттленд», («Потяг 76»)

## Нагороди
- «Ніке читачів» (2007)
- фіналіст літературної нагороди «Ніке» (2007)
- фіналіст літературної нагороди «Ангелус» (2007)
- нагорода ім. Беати Павлак (2007)
- «Prix Amphi» — літературна нагорода (Лілль, 2009)
- «Європейська книжкова премія» (Брюссель, 2009)
- «Gratias Agit» — премія міністра закордонних справ (Чехія, 2009)

## Інтерв'ю
- Маріуш Щиґел: «Кажуть, що я нагадую дистиляційний апарат, з якого виходить чистий спирт» («Галицький кореспондент», 30 вересня 2010)
- «Культурний емпат» [Архівовано 12 грудня 2011 у Wayback Machine.] («Український тиждень», 1 жовтня 2010)
- Маріуш Щиґел: «Ми всі про все мало знаємо» («ЛітАкцент», 7 лютого 2012) [Архівовано 14 липня 2013 у Wayback Machine.]